# Parque Nacional de Cajas
O Parque Nacional de Cajas (em espanhol: Parque Nacional El Cajas) é um parque nacional localizado na província de Azuay, no Equador. A cidade mais próxima é Cuenca, que está situada a 35 quilômetros do parque. Existem mais de 2000 corpos d'água, se destacando os lagos, que são 178 no total. O parque também abriga fauna e flora endêmica, como o sapo Pristimantis erythros, havendo no local os biomas do páramo, floresta nublada e floresta estacional sempre-verde. A temperatura varia entre os -2 e 18°C, e a pluviosidade varia entre os 1 000 e 2 000 mílimetros. A reserva, que se encontra classificada como uma das 759 reservas da biosfera em 136 países, foi declarada pela UNESCO